# 敗者復活 不動産王ドナルド・トランプの戦い
『敗者復活 不動産王ドナルド・トランプの戦い』（Trump: The Art of the Comeback）は、実業家で後にアメリカ合衆国大統領となるドナルド・トランプとケイト・ボナーが執筆した1997年の書籍である。

## 内容
本書の中でドナルド・トランプは1990年に反三市、そして交渉を通して「カムバック」に成功したことが記されている。本の中でトランプは自分が「潔癖」であり、「握手の廃止を推奨する新聞広告のシリーズを出すことをしばしば考えていた」ことを明かした。トランプはまた最初の妻のイヴァナ・トランプと2番目のマーラ・メープルズと離婚した理由についても説明しており、彼が仕事の話をしすぎており、メープルズがもっと早い帰宅を望んでいたと主張している。トランプの説明は元妻2人によって否定されている。トランプはさらにジャーナリストのティナ・ブラウンを批判しており、彼女が過去に自分について好意的な記事を書くという約束を反故にしたと主張した。トランプはブラウンを「最悪」と呼び、「彼女は完全に過大評価されている。彼女はせいぜい三流だと思う。『ヴァニティ・フェア』を見てみれば、彼女が運営していた頃より今の方が良い雑誌だ」と述べた。ブラウンは当時ランダムハウスの社長だったハロルド・エヴァンスの妻でもあった。トランプは他にも1996年のミス・ユニバースの優勝者であるアリシア・マチャドの体重増加や『ワシントン・ポスト』のインタビューでの彼女のトランプ批判といった「問題点」にも触れている。
本書ではまた、成功のための10のヒントが提示されている:

1. ゴルフをやれ
2. 集中しろ
3. 偏執的であれ
4. 情熱的になれ
5. 流れに逆らえ
6. 直感に従え
7. 好きな人と仕事をしろ
8. 幸運になれ
9. 報われろ
10. 婚前契約を結べ

## 執筆
トランプの1990年の著書『Trump: Surviving at the Top』の出版後、彼は次の本について、「私のカムバックとその成功を書いた、本物の物語になるだろう」と述べた。トランプはその本を「2、3年のうち」に書き上げると語った。『Surviving at the Top』の編集者のピーター・オスノスは「ドナルドのキャリアが彼の決意通りに展開すれば、彼の次回作は素晴らしい物語になるだろう」と語った。トランプは破産からの脱出に感銘を受けたランダムハウスから3冊目の著書となる『敗者復活』の執筆を依頼されたと述べている。トランプの姪のメアリー・L・トランプによると、彼はこの本のゴーストライターとして彼女を一時的に雇ったが、彼女にはほとんど情報を与えられず、最終的にプロジェクトを外された。
1997年8月1日、締め切りの8時間前にこの本の最終稿が提出された。トランプのゴーストライターとしてのケイト・ボナーの日々は彼女の「親友」である『ニューヨーク・オブザーバー』のキャンディス・ブシュネルにより記録されている。トランプの下で原稿を書いているあいだ、ボナーは「カテソ」（"Kateso"）という渾名で呼ばれていた。

## 評価
『ニューヨーク・タイムズ』のフレッド・アンドリュースは「あの男は想像力に強引さを兼ね備えている。ただ彼が口を閉じてさえいれば」と評し、「トランプはあたかも自身の認識が独創的で重要であるかのように、当たり前のことをいつまでの言い続けている」と指摘した。一方で『Salon』のクレイグ・オフマンはトランプが「『正直さ』というさらに大きな政治的負債に苦しんでいることを認めている」と指摘し。